# HIStory - Stay Away from Me
HIStory - Stay Away from Me (HIStory - 離我遠一點) è una miniserie di 4 episodi, appartenente alla serie televisiva antologica taiwanese HIStory, pubblicata sul servizio streaming CHOCO TV (e in latecast su Line TV) dal 21 al 24 febbraio 2017.

## Trama
Quando i loro genitori si sposano e partono per una lunga luna di miele Cheng Qing, idol molto popolare, si trasferisce nell'appartamento del suo nuovo fratellastro Feng He. Cheng, a causa della sua professione, ha dei pessimi risultati scolastici e rischia la bocciatura quindi i loro genitori chiedono a Feng di fargli da tutor nel mentre che Meng-meng, amica Fujoshi di Feng, inizia a sognare una relazione omosessuale tra loro due cercando di farli innamorare l'uno dell'altro.

## Personaggi e interpreti
- Cheng Qing, interpretato da Duke Wu
Famoso idol che cerca di conciliare vita professionale e scuola.
- Feng He, interpretato da Edison Song
Fratellastro maggiore di Cheng Qing e suo interesse amoroso.
- Meng-meng, interpretata da Chiao Man-ting
Miglior amica di Feng.
- Feng Lui, interpretata da Wang Ying-ying
Madre dei ragazzi.

## Episodi
| Episodi | Pubblicazione    |
| ------- | ---------------- |
| 1       | 21 febbraio 2017 |
| 2       | 22 febbraio 2017 |
| 3       | 23 febbraio 2017 |
| 4       | 24 febbraio 2017 |